# Lotus Turbo Challenge 2
Lotus Turbo Challenge 2 é o segundo dos 3 jogos eletrônicos de corrida da série Lotus Challenge. Foi lançado em 1991 pela desenvolvedora Magnetic Fields para os consoles Acorn 32-bit, Amiga e Atari ST. O jogo também foi lançado para o Mega Drive, mas com o título de Lotus Turbo Challenge. Para o Amiga CD-32, ele foi lançado e vendido juntamente com os outros 2 jogos da série como "Lotus Trilogy".
Assim como seu antecessor, ele continuou a trazer uma visão traseira do carro. Lotus Turbo Challenge 2 oferece ao gamer 8 circuitos distintos, que adicionaram efeitos de clima no jogo como deserto e neve. Mais tarde, você deve correr em pistas com apenas 2 faixas e com trafego de carros (incorporando também caminhões), e passar pelos desafios com pick-ups como aumento de velocidade e diminuição do tempo. Há 2 carros a disposição (o Lotus Esprit e o Lotus Elan conversível), nos quais o jogo seleciona automaticamente pra você em cada pista.